# Брестска област
Брестска област (блр. Брэсцкая вобласць, рус. Бре́стская о́бласть) административна је јединица у југозападном делу Републике Белорусије и једна од 6 области. Основана је 4. децембра 1939. као административна јединица тадашње Белоруске ССР.
Административни центар области је град Брест, а већи градови су још Барановичи и Пинск.
Према подацима пописа становништва из 2009. на територији ове области је живело око 1,4 милиона становника или у просеку 42,7 ст/км².

## Географија
Брестска област обухвата југозападни део Републике Белорусије. На западу се граничи са Подласким и Лублинским војводством Пољске, на југу су Волињска и Ривањска област Украјине. На северу је Гродњенска област, североистоку Минска, а на истоку Гомељска област (све три области Белорусије). Њена површина износи 32.791 км² што чини 15,7% укупне државне територије и на 4. је месту међу белоруским областима.
Овај део земље се често назива и западном капијом Белорусије ка Европи. У географском смислу Брестска област је део регије Полесје. Јужни делови уз реку Припјат су доста нижи и мочварнији, док идући ка северу и северозападу надморска висина благо расте. Захваљујући нешто блажој умереноконтиненталној клими ово је подручје са најдужим вегетационим периодом у земљи, па се узгајају и културе атипичне за ту географску ширину (ораси, кајсије, брескве и грожђе). Главни водотоци су река Припјат са својим притокама Пином, Јасељдом, Горињем и Стиром (део Црноморског басена), те реке Буг (у Белорусији познат и као Западни Буг), Мухавец и Шчара које су део Балтичког слива. Преко територије рејона пролази и важан каналски водени пут Дњепар-Буг који повезује реку Вислу са Дњепром. Највеће језеро области је Виганавско са површином од 26 км².
Уз границу са Пољском протеже се национални парк Бјаловешка шума.
Као последица нуклеарне хаварије у Чернобиљу 1986. на подручју Брестске области контаминирано је радиоактивним елементима око 4,2 хиљаде км² територије, углавном у јужном делу области уз реку Припјат.

## Историја
Подручје данашње Брестске области било је насељено древним словенским и балтичким племенима још у средњем веку. Кроз историју стално је мењала господаре, па је тако била део Литванске кнежевине, Пољско-литванске уније, Руске Империје. Савремена област у оквиру Белоруске ССР формирана је 4. децембра 1939. године (а територијално је проширена 1954). Током Другог светског рата преживела је страховита разарања и многобројне људске жртве. Управо је фашистичка инвазија на Совјетски Савез започела нападом на град Брест 22. јуна 1941.

## Административна подела
У административном смисли Брестска област је подељена на 16 рејона, на три града обласне субординације (Брест, Барановичи и Пинск) и на 225 сеоских општина. У области постоји још 18 насеља са административним статусом града (градови рејонске јурисдикције), 8 насеља са статусом вароши (посёлков городского типа) и око 2.200 села.
| Рејон             | Основан           | Административни центар | Површина км² | Становника попис 2009. |
| ----------------- | ----------------- | ---------------------- | ------------ | ---------------------- |
| Барановички рејон | 15. јануар 1940.  | Барановичи             | 2.200        | 47.700                 |
| Бјарозавски рејон | 15. јануар 1940.  | Бјароза                | 1.412        | 73.300                 |
| Брестски рејон    | 15. јануара 1940. | Брест                  | 1.561        | 39.400                 |
| Ганцавички рејон  | 15. јануар 1940.  | Ганцавичи              | 1.710        | 36.600                 |
| Драгичински рејон | 15. јануар 1940.  | Драгичин               | 1.900        | 51.000                 |
| Жабинкавски рејон | 15. јануар 1940.  | Жабинка                | 684          | 25.800                 |
| Иванавски рејон   | 15. јануар 1940.  | Иванава                | 1.547        | 50.200                 |
| Ивацевички рејон  | 15. јануар 1940.  | Ивацевичи              | 3.000        | 68.100                 |
| Камјанечки рејон  | 15. јануар 1940.  | Камјанец               | 1.690        | 43.300                 |
| Кобрински рејон   | 15. јануар 1940.  | Кобрин                 | 2.013        | 90.100                 |
| Лунинечки рејон   | 15. јануар 1940.  | Лунинец                | 2.700        | 79.100                 |
| Љахавички рејон   | 15. јануар 1940.  | Љахавичи               | 1.350        | 36.500                 |
| Маларицки рејон   | 15. јануар 1940.  | Маларита               | 1.374        | 29.100                 |
| Пински рејон      | 15. јануар 1940.  | Пинск                  | 3.261        | 60.200                 |
| Пружански рејон   | 15. јануар 1940.  | Пружани                | 2.800        | 62.100                 |
| Столински рејон   | 15. јануар 1940.  | Столин                 | 3.342        | 89.100                 |

## Демографија
Према подацима пописа становништва из 2009. на подручју Брестске обасти живело је око 1.400.000 становника, или око 15% целокупне популације државе (на 4. месту, одмах после града Минска, Минске и Гомељске области). Област је изразито аграрног карактера, стога и не чуди да се чак 20% целокупне руралне популације налази управо овде.
Иако је ово подручје са највишим наталитетом у Белорусији (2008. је стопа рођених износила 12/1000 а стопа умрлих 13,7/1000) број становника се константно смањује захваљујући миграцијама ка већим градским центрима у суседним областима (1995. је имала 1.518.000 становника, 2003. 1.471.000 а 2008. 1.435.000 и тај тренд пада се наставља и даље). Око 60% становника живи у градовима, а око 37% на селима.
Највећи градови су Брест (320.000), Барановичи (170.000), Пинск (131.000) и Кобрин (52.000).
У етничккм погледу највише има Белоруса — 85% (1.275.000), Руси чине 8,7% (или 130.000), Украјинци 3,8% (30.000), Пољаци 1,8% и остали (мање од 1% - Јевреји, Татари, Роми, Јермени).